# Гориция (тежък крайцер, 1930)
Гориция (на италиански: Gorizia) e тежък крайцер от типа „Зара“ на италианския флот от времето на Втората световна война.
Заложен в корабостроителницата на „Cantieri Odero Terni-Orlando“ в Ливорно на 17 март 1930 г., спуснат на вода на 28 декември 1930 г., а влиза в строй на 23 декември 1931 г.
На 10 април 1943 г. е тежко повреден от американски бомбардировачи в Ла Мадалена, Сардиния, на 8 септември 1943 г. поради заплаха да бъде пленен от Германия е потопен от екипажа в Специя, където е на ремонт. Изваден е от германците на 26 юни 1944 г. и пак е потопен в Специя от италиански подводни диверсанти на човеко-торпеда „Chariots“, изваден през 1947 г. и разкомплектован за метал.

## Коментари
1. ↑  Всички данни са към юни 1940 г.